# 340-ві до н. е.

## Події
- правління в Персії царя Артаксеркса III;